# Nemes-Kopftuch
Das Nemes-Kopftuch ist ein Kopftuch, das die Könige (Pharaonen) im Alten Ägypten trugen. Es gehörte zum Königsornat und wurde entweder allein oder mit Krone getragen. Die älteste bekannte Darstellung eines Königs mit Nemes-Kopftuch stammt von Djoser, 3. Dynastie, Altes Reich und es sind Abbildungen auf Wandmalereien, Papyri und Büsten bis in die Ptolemäerzeit nachgewiesen.
Das dreieckige und gestreifte Tuch war etwa dreimal so lang wie breit. Über den Kopf gelegt bedeckte es die Stirn und fiel beidseitig hinter den Ohren zur Brust herab. Der am Hinterkopf liegende Teil des Tuches wurde im Nacken in Form eines zopfartigen Wulstes zusammengedreht. Die beiden Streifen über der Brust waren gefältelt. Als Königssymbol befand sich auf der Stirn oft die Uräusschlange.
Königsdarstellungen mit Nemes-Kopftuch

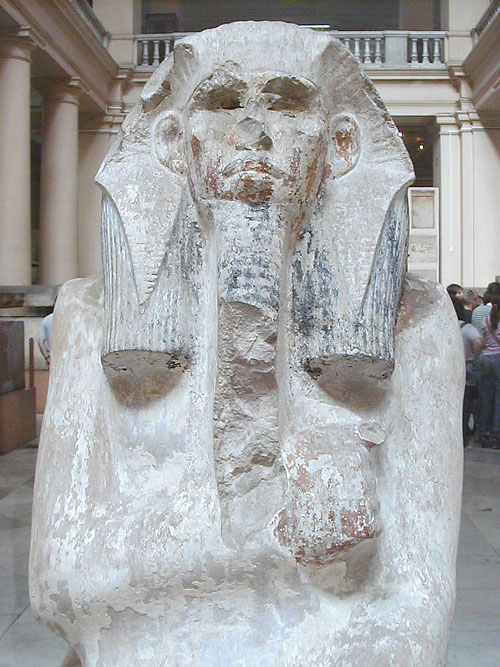
Sitz-Statue des Djoser (Ägyptisches Museum Kairo)
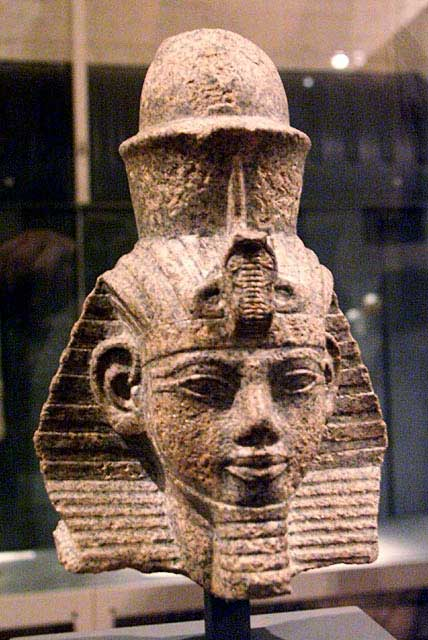
Porträtkopf von Amenophis III. mit Nemes-Kopftuch, Doppelkrone und Uräus (Ägyptisches Museum Berlin)
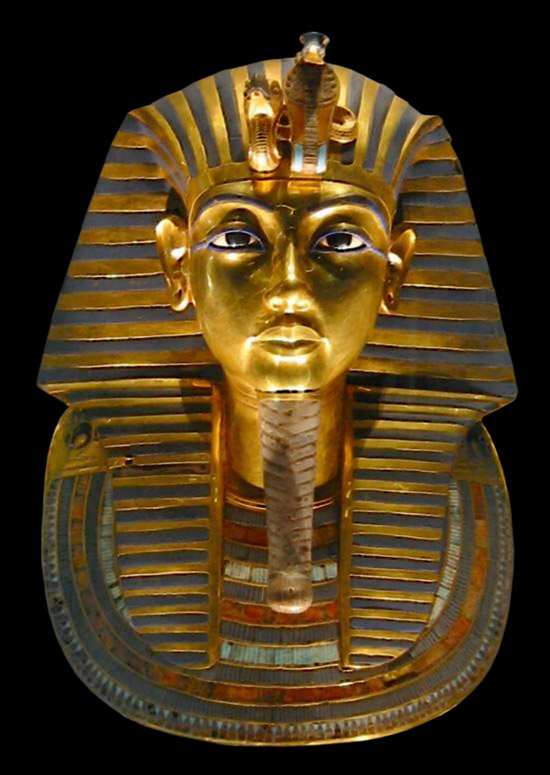
Totenmaske des Tutanchamun mit Geier und Uräus (Ägyptisches Museum Kairo)
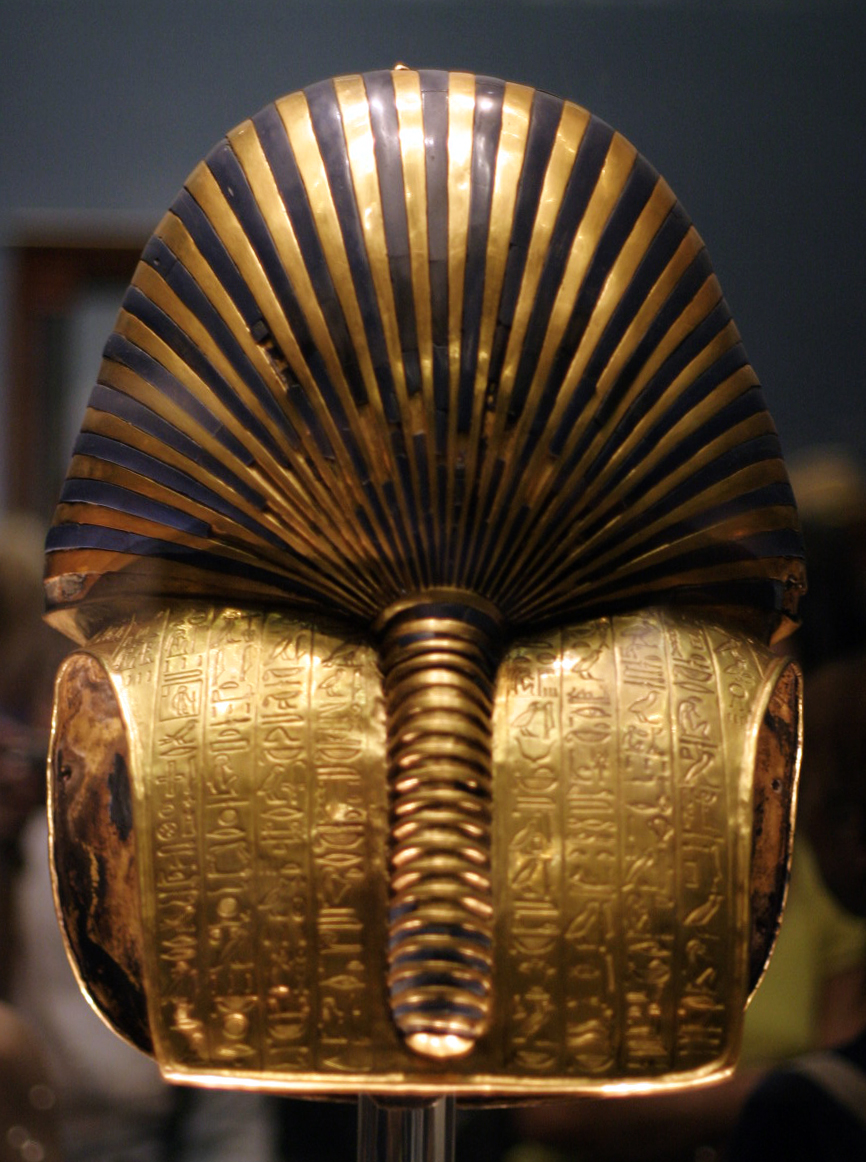
Totenmaske des Tutanchamun (Rückansicht)
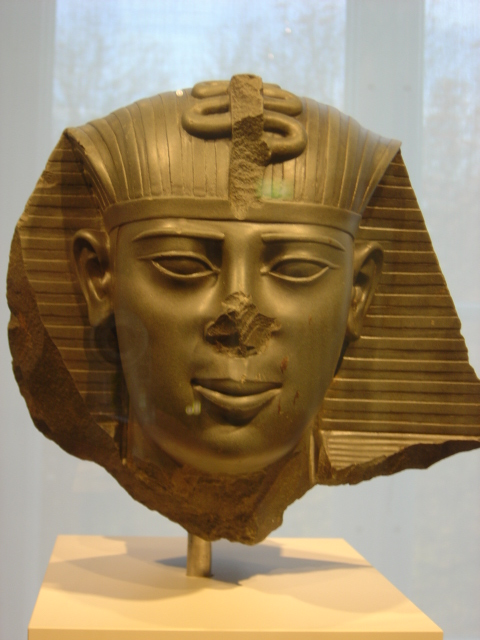
Amasis (Ägyptisches Museum Berlin), 26. Dynastie